# Young Black Brotha (альбом)
Young Black Brotha — дебютный альбом американского рэпера Mac Dre (не путать с его более ранним релизом, мини-альбомом Young Black Brotha). Альбом содержит несколько новых песен, а также большинство треков с предыдущего мини-альбома рэпера What’s Really Going On? и три трека из релиза Back N' Da Hood, включая полную версию песни «My Chevy» с гостевым участием Mac Mall. Первые 1,5 минуты песни появились в оригинальном мини-альбоме. Часть вокала Mac Dre в некоторых треках была записана через тюремный телефон во время его заключения за якобы попытку ограбления банка в 1992 году. Young Black Brotha достиг 93-1 позиции в чарте R&B/Hip-Hop Albums и таким образом стал самой коммерчески успешной работой Mac Dre.

## Список композиций
| №                   | Название                                                                                        | Изначально выпущен в релизе...                                                   | Длительность |
| ------------------- | ----------------------------------------------------------------------------------------------- | -------------------------------------------------------------------------------- | ------------ |
| 1.                  | «2 Hard 4 the Fuckin' Radio» (На задней части обложки указан как "2 Hard 4 the F--ckin' Radio") | Young Black Brotha EP (1989)                                                     | 4:56         |
| 2.                  | «All Damn Day»                                                                                  | What's Really Going On? EP (1992)                                                | 3:50         |
| 3.                  | «2 the Double R» (при участии Coolio da Unda Dogg)                                              | New recording                                                                    | 2:33         |
| 4.                  | «On My Toes»                                                                                    | What's Really Going On?                                                          | 3:58         |
| 5.                  | «Get Some Get Right»                                                                            | Новая запись                                                                     | 3:02         |
| 6.                  | «Young Playah»                                                                                  | What's Really Going On?                                                          | 5:03         |
| 7.                  | «California Livin'» (при участии Coolio da Unda Dogg)                                           | California Livin' EP (1991)                                                      | 4:36         |
| 8.                  | «This is The Mac» (исполнен Khayree и The Mac)                                                  | Новая запись                                                                     | 5:18         |
| 9.                  | «I'm n Motion»                                                                                  | Новая запись; позже был выпущен в переиздании Back n da Hood EP (1992) 2005 года | 5:44         |
| 10.                 | «Nothin' Correctable» (Interlude)                                                               | Новая запись                                                                     | 0:12         |
| Общая длительность: | Общая длительность:                                                                             | Общая длительность:                                                              | 39:12        |

| №                   | Название                                          | Изначально появился в релизе...                                        | Длительность |
| ------------------- | ------------------------------------------------- | ---------------------------------------------------------------------- | ------------ |
| 11.                 | «They Don't Understand» (при участии Ray Luv)     | Новая запись                                                           | 4:21         |
| 12.                 | «Young Black Brotha»                              | Young Black Brotha EP                                                  | 5:14         |
| 13.                 | «The Romp Ya'll»                                  | Новая запись                                                           | 2:15         |
| 14.                 | «My Chevy» (при участии Mac Mall)                 | Полная версия трека из Back n da Hood                                  | 3:21         |
| 15.                 | «The M.A.C. and Mac D.R.E.» (при участии The Mac) | Новая запись                                                           | 5:01         |
| 16.                 | «Young Mac Dre»                                   | Новая запись; позже был выпущен в переиздании Back n da Hood 2005 года | 4:17         |
| 17.                 | «Much Love 4 the Mac»                             | What's Really Going On?                                                | 1:40         |
| 18.                 | «Gift 2 Gab»                                      | California Livin                                                       | 5:30         |
| 19.                 | «A Piece from Khayree» (исполнен Khayree)         | California Livin                                                       | 2:51         |
| 20.                 | «U Still Punk Police»                             | Укороченная версия трека из What's Really Going On?                    | 0:24         |
| 21.                 | «Out the Water» (Interlude)                       | Новая запись                                                           | 0:18         |
| Общая длительность: | Общая длительность:                               | Общая длительность:                                                    | 35:13        |